# Magdalen Nabb
Pour les articles homonymes, voir Nabb.
Magdalen Nabb, née le 16 janvier 1947 à Church, village près de Blackburn, dans le comté du Lancashire, et morte le 18 août 2007 à Florence, en Italie, est un écrivain britannique, auteur de roman policier et de littérature d'enfance et de jeunesse. 

## Biographie
Elle n'a que 7 ans quand son père meurt d'une crise de rhumatisme articulaire aigu. Elle perd ensuite sa mère alors qu'elle a 13 ans. Avec sa jeune sœur, elle est recueillie et élevée par un tante. Après avoir étudié l'art et la poterie dans un collège de Manchester, elle enseigne la céramique. 
En 1975, elle s'installe à Florence et continue d'y enseigner. 
Admiratrice de Simenon, Magdalen Nabb tente, lorsque celui-ci cesse d'écrire, de combler le vide laissé par cet auteur de romans policiers réputé. De passage à Montelupo Fiorentino, elle s'inspire d'un personnage réel, le Capitaine Angelo, carabinier à Florence, pour créer le personnage de l'enquêteur Maresciallo Guarnaccia. C'est en 1981 qu'elle publie Le Gentleman florentin (Death of an Englishman), premier roman où apparaît ce héros. Le livre est salué par Georges Simenon. La British Crimes Writer's Association lui décerne pour cet ouvrage le prix du meilleur roman policier en 1982. Suivront plus d'une douzaine d'enquêtes qui ont pour héros l'adjudant Guarnaccia, qui a la particularité d'être un simple carabinier. Ce n'est ni un détective, ni un inspecteur. L'auteur a choisi ce personnage pour cette principale qualité : il s'agit d'un homme ordinaire.  En raison de sa position de carabinier, il tisse de bons rapports avec les gens, mais, par son grade (adjudant), il n'a aucun pouvoir. « Cet homme lent et peu loquace se révèle être un enquêteur hors pair, capable de débrouiller les énigmes les plus compliquées. À la manière de Maigret, Guarnaccia écoute patiemment les uns et les autres. Et c'est de ces conversations, parfois anodines, qu'il déduit le mobile du crime. »
Tout comme Simenon, Magdalen Nabb souhaite donner la parole aux marginaux dans ses romans. Elle s'est beaucoup inspirée des faits divers et du milieu interlope existant à Florence pour élaborer ses intrigues. Cherchant à coller au quotidien, et soucieuse du détail, elle choisit le crime qui lui servira de trame pour l'enquête de son héros, puis rencontre son ami, le Capitaine Angelo, pour connaître la procédure exacte suivie par les forces de l'ordre dans ce type d'enquête. Elle souhaite connaître les méandres de l'enquête, le ressenti des principaux acteurs, les conséquences des actes posés. Pour comprendre le point de vue des malfaiteurs, elle a rencontré des hommes du milieu en Sardaigne.
Ses romans imbriquent vérité et fiction. Selon les cas, elle emploie l'une des trois méthodes suivantes :
- Elle étudie plusieurs affaires et prend plusieurs détails de chacune.
- Elle suit une affaire non résolue pour trouver, par la fiction, une solution possible.
- Elle s'intéresse à une affaire en cours et elle fait sa propre enquête.

Au-delà des crimes, elle s'intéresse aux individus et à leur destin. quand les délits sont commis la nuit, elle cherche à comprendre comment vivent les délinquants pendant la journée. Il s'agit de donner au lecteur une vision du criminel qui va au-delà des stéréotypes. Cela ne dissipe pas le mystère, mais ce procédé permet d'esquisser ce qui se cache derrière la surface des faits et des profils.
Souvent, ses romans se terminent sans que l'on découvre le coupable ou sans que le criminel soit puni. Par ce biais, elle signifie que, après le déroulement de ces évènements tragiques, la vie ne se poursuit pas comme avant. Il reste des séquelles et des frustrations. La seule certitude de ses livres, c'est la présence de son héros, l'adjudant. Les évènements passent et lui reste à son poste.
Magdalen Nabb a également écrit des romans pour les enfants, dont la série ayant pour héroïne Josie Smith, une petite fille espiègle âgée de 7 ans, qui rêve d'avoir un papa.
Elle meurt à Florence en 2007.

## Œuvre

### Romans

#### SérieMaresciallo Guarnaccia
- Death of an Englishman (1981) Publié en français sous le titre Le Gentleman florentin, traduit par Jean-Noël Chatain, Paris, 10/18. Grands détectives no 3305, 2001  (ISBN 2-264-03141-7)
- Death of a Dutchman (1982) Publié en français sous le titre Mort d'un orfèvre, traduit par Jean-Noël Chatain, Paris, 10/18. Grands détectives no 3306, 2001  (ISBN 2-264-03140-9)
- Death in Springtime (1983) Publié en français sous le titre Mort au printemps, traduit par Jean-Noël Chatain, Paris, 10/18. Grands détectives no 3392, 2002  (ISBN 2-264-03139-5)
- Death in Autumn (1985) Publié en français sous le titre Cadavre d'automne, traduit par Jean-Noël Chatain, Paris, 10/18. Grands détectives no 3438, 2002  (ISBN 2-264-03490-4)
- The Marshal and the Murderer (1987) Publié en français sous le titre L'Artisan du crime, traduit par Jean-Noël Chatain, Paris, 10/18. Grands détectives no 3515, 2003  (ISBN 2-264-03519-6)
- The Marshal and the Madwoman (1988) Publié en français sous le titre Le Mystère Clementina, traduit par Jean-Noël Chatain, Paris, 10/18. Grands détectives no 3563, 2003  (ISBN 2-264-03520-X)
- The Marshal's Own Case (1990) Publié en français sous le titre Un témoin honorable, traduit par Jean-Noël Chatain, Paris, 10/18. Grands détectives no 3626, 2004  (ISBN 2-264-03802-0)
- The Marshal Makes His Report (1991) Publié en français sous le titre Meurtres au palais, traduit par Jean-Noël Chatain, Paris, 10/18. Grands détectives no 3793, 2005  (ISBN 2-264-03887-X)
- The Marshal at the Villa Torrini (1993) Publié en français sous le titre Meurtre à la villa Torrini, traduit par Jean-Noël Chatain, Paris, 10/18. Grands détectives no 3974, 2006  (ISBN 2-264-03933-7)
- The Monster of Florence (1996)
- Property of Blood (1999)       Publié en français sous le titre Au nom du sang, traduit par Bernard Cucchi, Paris, 10/18. Grands détectives no 4334, 2010  (ISBN 978-2-264-05084-7)
- Some Bitter Taste (2002)
- The Innocent (2005) Publié en français sous le titre Mort d'une poupée japonaise, traduit par Bernard Cucchi, Paris, 10/18. Grands détectives no 4181, 2009  (ISBN 978-2-264-04747-2)
- Vita Nuova (2008)

#### Autres romans
- The Prosecutor (1986), encollaboration avec Paolo Vagheggi
- Cosimo (2004)

### Ouvrages de littérature d'enfance et de jeunesse

#### SérieJosie Smith
- Josie Smith (1989)
- Josie Smith and Eileen (1991)
- Josie Smith at Christmas (1992)
- Josie Smith at the Seaside (1994)
- Josie Smith in Hospital (1995)
- Josie Smith at the Market (1996)
- Josie Smith in Summer (1997)
- Josie Smith in Winter (1998)
- Josie Smith in Spring (1999)
- Josie Smith in Autumn (2000)

#### Autres ouvrages pour la jeunesse
- The Enchanted Horse (1993)
- Twilight Ghost (2000)